# Antonio Luiz Vendramini
Antônio Luiz Vendramini, popularmente conhecido apenas como Antônio Luiz (Rio de Janeiro, 24 de março de 1947 - Rio de Janeiro, 23 de dezembro de 2001) foi um radialista, repórter e comentarista esportivo brasileiro. Era pai do repórter e jornalista Tony Vendramini.

## Carreira
Mais famoso por apresentar o programa radiofônico A Turma da Maré Mansa, na Super Rádio Tupi e na Rádio Globo, Antonio Luiz começou sua carreira no rádio, na década de 1970 como repórter esportivo, e mais tarde, como comentarista. Com o fim de A Turma da Maré Mansa, em 1992, passou a comandar o Show da Noite, na mesma Rádio Globo. Em seus últimos anos de vida, Antonio Luiz apresentou o Bom Dia Globo, de 3 às 6 da manhã. Disciplinado, criou o hábito de procurar novidades na redação para o Bom Dia Globo, objetivando pôr no ar coisas inéditas. E como repórter que foi, sempre prestigiou os repórteres, deixando espaço para matérias gravadas por eles em seu programa.
No entanto, Antonio Luiz ficava ainda mais contente quando um repórter fazia uma entrada ao vivo na atração, possibilitando o radialista fazer perguntas sobre a forma como foi apurada a notícia, fazendo brincadeiras com a equipe de reportagem e deixando todo mundo à vontade para informar em qualquer altura do programa.
Torcedor confesso do Botafogo, Antonio Luiz faleceu na antevéspera do Natal de 2001, em virtude de problemas decorrentes de um câncer. Atualmente, seu filho Tony Vendramini, é repórter da RedeTV!, tendo passagens pela Super Rádio Tupi e Rede Bandeirantes de Televisão.
Em 2002, foi apresentado à câmara o Projeto de Lei nº 976/2002 para dar o nome do radialista a uma rua no bairro Ilha do Governador, Rio de Janeiro. No entanto, o projeto não foi aprovado.